# Liste der Tomatensorten/E
Erläuterungen und Quellen: Siehe Hauptartikel!
| Tomatensorte                                     | Bild | Beschreibung | Quellen                         |
| ------------------------------------------------ | ---- | --- | ------------------------------- |
| E 15 A 50461                                     |      | | j                               |
| E 15 B 50205                                     |      | | j                               |
| E 2033019                                        |      | | j                               |
| E 2134649                                        |      | Züchter: Enza Zaden Beheer B.V. | j                               |
| E 2234745                                        |      | Züchter: Enza Zaden Beheer B.V. | j, o                            |
| E 26.34096                                       |      | | j                               |
| E 26.34103                                       |      | | j                               |
| E 2634770                                        |      | | j                               |
| E 27.31025                                       |      | Züchter: Enza Zaden B.V. | j                               |
| E 28.30720                                       |      | Züchter: Enza Zaden B.V. | j                               |
| E 33018                                          |      | Züchter: Enza Zaden Beheer B.V. | j                               |
| E 34190                                          |      | | j                               |
| E 4078                                           |      | | j                               |
| E 7154                                           |      | | j                               |
| E-Z 1001                                         |      | | j                               |
| E-Z 1012                                         |      | | j                               |
| E. H. House                                      |      | | c, d                            |
| E. M. Banana                                     |      | | c, d                            |
| E. S.                                            |      | | g, h                            |
| E. T.                                            |      | | c, d                            |
| E'Fendi                                          |      | Züchter: Gavrish Sergej Fedorovich, Morev Viktor Vasilievich, Amcheslavskaya Elena Valentinovna, Degovtsova Tatiyana Vladimirovna, Volok Olga Anatolievna, Gladkov Dmitrij Sergeevich, Volkov Aleksandr Aleksandrovich, Semenova Anna Nikolaevna, Artemieva Galina Mihajlovna, Redichkina Tatiyana Aleksandrovna | j                               |
| E'Ffekt                                          |      | Züchter: Ognev Valerij Vladimirovich, Maksimov Sergej Vasilievich, Klimenko Nikolaj Nikolaevich | j                               |
| E'Hnaton                                         |      | Züchter: Gavrish Sergej Fedorovich, Morev Viktor Vasilievich, Amcheslavskaya Elena Valentinovna, Degovtsova Tatiyana Vladimirovna, Volok Olga Anatolievna | j                               |
| E'Kipazh                                         |      | Züchter: Ignatova Svetlana Ilyinichna, Gorshkova Nina Sergeevna, Tereshonkova Tatiyana Arkadievna, Ten'Kova Nailya Faridovna | j                               |
| E'Ksklyuziv                                      |      | Züchter: Gavrish Sergej Fedorovich, Morev Viktor Vasilievich, Amcheslavskaya Elena Valentinovna, Volok Olga Anatolievna, Gladkov Dmitrij Sergeevich, Vasilieva Margarita Yurievna, Artemieva Galina Mihajlovna, Redichkina Tatiyana Aleksandrovna                                                                | j                               |
| E'Kstremal                                       |      | Züchter: Myazina Lyubov' Anatolievna | j                               |
| E'Kzotika                                        |      | Züchter: Tsink Boris Grigorievich, Konovalova Ne'Lya Vladimirovna | j                               |
| E'L'F                                            |      | Züchter: Gorshkova Nina Sergeevna, Hovrin Aleksandr Nikolaevich, Tereshonkova Tatiyana Arkadievna, Klimenko Nikolaj Nikolaevich | j                               |
| E'Legant                                         |      | Züchter: Gubko Valentina Nikolaevna, Zalivakina Valentina Fedorovna, Kamanin Andrej Aleksandrovich | j                               |
| E'Legiya                                         |      | Züchter: Kachajnik Vladimir Georgievich, Kandoba Aleksej Viktorovich | j                               |
| E'Lton Dzhon                                     |      | Züchter: Dubinin Sergej Vladimirovich, Kirillov Mihail Ivanovich, Dubinina Irina Nikolaevna | j                               |
| E'Lya                                            |      | Züchter: Nastenko Nataliya Viktorovna, Kachajnik Vladimir Georgievich, Kandoba Aleksej Viktorovich | j                               |
| E'Nergiya                                        |      | Züchter: Myazina Lyubov' Anatolievna | j                               |
| E'Rmitazh                                        |      | Züchter: Vasiliev Yurij Vasilievich, Vinogradova Anna Fedorovna | j                               |
| E'Tyud                                           |      | | j                               |
| Eagle's Beak                                     |      | | d, e                            |
| Eariet                                           |      | | g, h                            |
| Earl Of Edgecombe                                |      | | c, d, e, g, h, n                |
| Earl Of Edgecombe Faux                           |      | | d                               |
| Earl Of Edgecombe Orange                         |      | | m                               |
| Earl Of Edgecombe Red                            |      | | m                               |
| Earl's Faux                                      |      | | c, d, f                         |
| Earl's Green Cherry                              |      | | c, e                            |
| Earliana                                         |      | | c, d, f, g, h, j                |
| Earliana North Dakota                            |      | | c, d                            |
| Earlibell                                        |      | | c, d                            |
| Earlicrop                                        |      | | g, h                            |
| Earliest + Best                                  |      | | c                               |
| Earliest Of All                                  |      | | g, h                            |
| Earlinorth                                       |      | | g, h                            |
| Earliosa No. 6                                   |      | | c, d                            |
| Earlita Mt 6036                                  |      | | j                               |
| Early                                            |      | | g, h                            |
| Early A Pac                                      |      | | c, d                            |
| Early And Often                                  |      | | d                               |
| Early Annie                                      |      | | c, d, e, f, g, h                |
| Early Base Ball                                  |      | |                                 |
| Early Beauty                                     |      | | j                               |
| Early Big Red                                    |      | | c, d                            |
| Early Bird                                       |      | | c, d                            |
| Early Bright                                     |      | | c, n                            |
| Early Canner                                     |      | | j                               |
| Early Cascade                                    |      | | d, j                            |
| Early Cascades                                   |      | | c                               |
| Early Chatham                                    |      | | g, h                            |
| Early Cherry                                     |      | | c, d, e, g, h, n                |
| Early Detroit                                    |      | | c, d                            |
| Early Detroit No. 17                             |      | | d                               |
| Early Doro                                       |      | | j                               |
| Early Dwarf Cherry                               |      | | c, d                            |
| Early Fire                                       |      | | j, o                            |
| Early Fireball                                   |      | | g, h                            |
| Early Fruit                                      |      | | g, h                            |
| Early Fuego                                      |      | | j                               |
| Early Gal                                        |      | | j                               |
| Early Giant                                      |      | | j                               |
| Early Girl                                       |      | Reifezeit: 54 Tage. | c, d, g, h, i (31. August 2016) |
| Early Girl F1                                    |      | | d                               |
| Early Girl Improved F1                           |      | | d                               |
| Early Glee                                       |      | | c, d                            |
| Early Goliath                                    |      | | d                               |
| Early Jumbo                                      |      | | d                               |
| Early King                                       |      | | j, o                            |
| Early Kus Ali                                    |      | | c, d                            |
| Early Large Red                                  |      | | c, d                            |
| Early Large Smooth Red                           |      | |                                 |
| Early Lethbridge                                 |      | | g, h                            |
| Early Long                                       |      | Züchter: Sunseeds Ltd | j                               |
| Early Magnum                                     |      | | j                               |
| Early Market                                     |      | | g, h, j, o                      |
| Early Mech                                       |      | Züchter: Petoseed Co.Inc. | j                               |
| Early Nemapride                                  |      | | j, o                            |
| Early Of Early                                   |      | | c                               |
| Early Orange Stripe                              |      | | c, d                            |
| Early Pack                                       |      | | g, h                            |
| Early Pack 7 (oder: Earlypack 7)                 |      | | c, d, j                         |
| Early Pack Vf                                    |      | | j                               |
| Early Peel                                       |      | | j                               |
| Early Peel 1488                                  |      | | j                               |
| Early Pick                                       |      | | k                               |
| Early Pink From Far East                         |      | | f, g, h                         |
| Early Red                                        |      | | g, h                            |
| Early Red Chief                                  |      | | g, h                            |
| Early Rouge                                      |      | | c, d                            |
| Early Ruby                                       |      | |                                 |
| Early Santa Clara Canner                         |      | | c, d                            |
| Early Set                                        |      | | j                               |
| Early Spring                                     |      | Züchter: Daehnfeld L. A/S | j                               |
| Early Ssubakus Aliana                            |      | | c, d                            |
| Early Star                                       |      | Züchter: Pubblico Dominio | j                               |
| Early Stone (oder: Earlystone)                   |      | Züchter: Petoseed Company Inc. (Usa) | j                               |
| Early Sub Arctic                                 |      | | g, h                            |
| Early Sunrise                                    |      | | g, h                            |
| Early Wonder                                     |      | | c, d, f                         |
| Early Wonder Pink                                |      | | d                               |
| Early Yellow Striped (oder: Early Yellow Stripe) |      | | b, c, d, e, g, h, n             |
| Earlymat                                         |      | Züchter: Petoseed Co Inc (Us) | j                               |
| Earlynema                                        |      | Züchter: Petoseed Co.Inc. | j                               |
| Earth Wonder                                     |      | | d                               |
| Eastern Star                                     |      | | j                               |
| Eastham Huge Yellow                              |      | | c, d                            |
| Eastham Pink Heirloom                            |      | | c, d                            |
| Easy Harvest                                     |      | Züchter: Campbell Soup Company, Campbell Institute For Research And Technology | j, o                            |
| Easy Peel (oder: Easypeel)                       |      | | j                               |
| Easy Winner                                      |      | Züchter: Campbell Soup Company, Campbell Institute For Research And Technology | j, o                            |
| Easypeel                                         |      | | o                               |
| Ebeno                                            |      | Züchter: Gautier Semences S.A.S. | j, o                            |
| Eberta Girl                                      |      | | c                               |
| Ebia                                             |      | Züchter: Syngenta Seeds B.V. | j                               |
| Ebony                                            |      | Züchter: Western Seed España, S.A. | j, o                            |
| Ebrando                                          |      | Züchter: Syngenta Participations Ag | j, o                            |
| Ebro                                             |      | Züchter: Royal Sluis France Sarl (Fr) | j                               |
| Ebruli                                           |      | | j                               |
| Ece 2000                                         |      | | j                               |
| Ecem                                             |      | | j                               |
| Ecenaz                                           |      | Züchter: Syngenta Seeds B.V. | j                               |
| Echara                                           |      | | j                               |
| Echinata                                         |      | | g, h                            |
| Echione 723-85                                   |      | Züchter: C.R.A. - Centro Di Ricerca Per L'Orticoltura (Pontecagnano, Sa) | j                               |
| Eckert Polish                                    |      | | c, d, e, g, h                   |
| Eclaireur                                        |      | Züchter: Domaine Public (Fr) | j                               |
| Eclipse                                          |      | | j                               |
| Eclipsette                                       |      | | j                               |
| Eco                                              |      | | j                               |
| Ecodoro                                          |      | Züchter: Azienda Agraria La Collina Di Luzi Lea | j                               |
| Ecosano                                          |      | Züchter: Azienda Agraria La Collina Di Luzi Lea | j                               |
| Ecuador                                          |      | Züchter: Isidro Almenar Cubells | c, d, j, o                      |
| Ecupeel                                          |      | Züchter: Azienda Agricola Farao Di Renato Faraone Mennella | j                               |
| Ed Harvest                                       |      | Züchter: Ivanov Evgenij Aleksandrovich | j                               |
| Ed's Fat Plum                                    |      | | c, d                            |
| Ed's Millenium                                   |      | | c, d                            |
| Edamso                                           |      | Züchter: Syngenta Seeds B.V. | j, o                            |
| Edar Cherven                                     |      | | j                               |
| Edar Rozov                                       |      | | j                               |
| Edda                                             |      | Züchter: Gautier Semences Sas (Fr) | j                               |
| Edelrot                                          |      | | c, d, f, g, h, j                |
| Eden                                             |      | Züchter: Isi Sementi Spa | j                               |
| Edgar                                            |      | | j                               |
| Edimar                                           |      | Züchter: Isi Sementi Spa | j                               |
| Edioso                                           |      | Züchter: Syngenta Crop Protection Ag | j, o                            |
| Edison                                           |      | Züchter: Intersemillas | j, o                            |
| Edison Rn 537/01                                 |      | | j                               |
| Edita                                            |      | Züchter: Western Seed Espana S.A. | j                               |
| Edith Bernhard                                   |      | | n                               |
| Edox                                             |      | Züchter: Isi Sementi Spa | j                               |
| Edu                                              |      | Züchter: Syngenta Crop Protection Ag | j, o                            |
| Edwina                                           |      | Züchter: Hazera Genetics | j, o                            |
| Edy                                              |      | | j                               |
| Ef 110                                           |      | | j                               |
| Ef 163                                           |      | | j                               |
| Ef 50                                            |      | | j                               |
| Ef 52                                            |      | | j                               |
| Efe                                              |      | | j                               |
| Efekt                                            |      | Züchter: W. Legutko Przedsiebiorstwo Hodowlano-Nasienne Sp. Z O.O. | j, o                            |
| Efemer                                           |      | | d                               |
| Efendi                                           |      | | j                               |
| Efialto                                          |      | | j, o                            |
| Efimer                                           |      | | c                               |
| Efiop                                            |      | | c, d                            |
| Efrat                                            |      | Züchter: Hazera Genetics Ltd (Il) | j                               |
| Efrat 70                                         |      | | j                               |
| Efsane Tg 39                                     |      | | j                               |
| Eftelya                                          |      | | j                               |
| Egara                                            |      | Züchter: Semillas Fitó S.A. | j, o                            |
| Ege Pembesi 50 (oder: Egepembesi 50)             |      | Züchter: Sevgi Mutlu, Mehmet Asim Haytaoglu, Ayse Kahraman, Seyfullah Binbir | j                               |
| Egeden Tol 8                                     |      | | j                               |
| Egemen A 2118                                    |      | | j                               |
| Egeris                                           |      | Züchter: Clause Semences Sa (Fr) | j                               |
| Egéris                                           |      | | j                               |
| Egg                                              |      | | c, d                            |
| Egg Yolk                                         |      | | c, d                            |
| Egghi                                            |      | | j, o                            |
| Eggy                                             |      | | j                               |
| Egibrisa 49                                      |      | Züchter: Intersemillas | j                               |
| Egina                                            |      | | j                               |
| Eginisa                                          |      | Züchter: Intersemillas | j, o                            |
| Eginisa 49                                       |      | Züchter: Intersemillas | j                               |
| Eginisa 8 F1                                     |      | Züchter: Intersemillas | j                               |
| Egmont                                           |      | | j                               |
| Ego                                              |      | Züchter: Isi Sementi Spa | j                               |
| Egyptienne (oder: Egyptian)                      |      | | d                               |
| Eh Lim (oder: My People)                         |      | | c, d, g, h                      |
| Ei Von Phuket (oder: Pink Plum)                  |      | | b, c, d, e, g, h, m, n          |
| Eierpflaume                                      |      | | c, d                            |
| Eiförmige Dauer                                  |      | | c, d, e, g, h                   |
| Eilon                                            |      | Züchter: Manis, Y. | g, h, j, o                      |
| Eislebener Vollendung                            |      | | c, g, h                         |
| Eiszäpfchen                                      |      | | c                               |
| Eiszapfen Schwarz                                |      | | c                               |
| Eitan                                            |      | Züchter: Zeraim Gedera Ltd (Il) | j                               |
| Eitomate                                         |      | | c                               |
| Ejforiia                                         |      | Züchter: Syngenta Seeds B.V., Westeinde 62 1600 Aa Enkhuizen, Netherlands | j, o                            |
| Ekaterina                                        |      | Züchter: Lukiyanenko Anatolij Nikitovich, Dubinin Sergej Vladimirovich, Dubinina Irina Nikolaevna | j                               |
| Ekavi                                            |      | Züchter: Hazera Genetics | j, o                            |
| Ekin                                             |      | | j, o                            |
| Ekinoks                                          |      | | j                               |
| Eklajm                                           |      | Züchter: Sakata Vegetables Europe S.A.R.L., Domaine Des Sablas Rue Du Moulin, 30620 Uchaud, France | j, o                            |
| Ekoambar                                         |      | Züchter: Amit Avidov | j                               |
| Ekonacar                                         |      | Züchter: Amit Avidov | j                               |
| Ekopal                                           |      | Züchter: Amit Avidov | j                               |
| Ekorales                                         |      | Züchter: Amit Avidov | j                               |
| Ekstasis                                         |      | Züchter: Nirit Seeds Ltd | j                               |
| Ekvator                                          |      | | j                               |
| El 50                                            |      | | j                               |
| El Cano                                          |      | | j                               |
| El Cid                                           |      | Züchter: Intersemillas | j, o                            |
| El Coya                                          |      | | j                               |
| El Dorado (oder: Eldorado)                       |      | Züchter: Vinogradov Zosim Sergeevich, Kushch Anatolij Aleksandrovich | d, j, o                         |
| El Efino                                         |      | | d                               |
| El Efino Orange                                  |      | | d                               |
| El Fuerte                                        |      | Züchter: Vilmorin Sa (Fr) | j                               |
| El Greco                                         |      | | f                               |
| El Sakr                                          |      | | j                               |
| El Salvador                                      |      | | d, e                            |
| El Salvador 1                                    |      | | m                               |
| El Salvador 1 5                                  |      | | c                               |
| El Salvador 5                                    |      | | m                               |
| El Valle                                         |      | | j                               |
| Ela                                              |      | | j, o                            |
| Elaine                                           |      | Züchter: Volcani-Hazera | j                               |
| Elán                                             |      | | j                               |
| Elanor                                           |      | | j                               |
| Elanskij                                         |      | Züchter: Zhidkova Valentina Andreevna, Mihed Valentina Stepanovna, Altuhov Yurij Petrovich, Arhipova Tatiyana Petrovna | j                               |
| Elanto                                           |      | Züchter: Rijk Zwaan Zaadteelt En Zaadhandel B.V. | j, o                            |
| Elata                                            |      | | g, h                            |
| Elaurora                                         |      | Züchter: Erma Zaden Export B.V. | j, o                            |
| Elba                                             |      | | j                               |
| Elba F1                                          |      | Buschtomate | c                               |
| Elbe                                             |      | | c, d, g, h                      |
| Elbe Braun                                       |      | | c, m                            |
| Elbee                                            |      | | j                               |
| Elberta Girl                                     |      | | c, d, e, f, g, h, m             |
| Elberta Leway                                    |      | | c                               |
| Elberta Peach                                    |      | Züchter: Domaine Public (Fr) | c, d, j                         |
| Elbrus                                           |      | | j                               |
| Elcabo                                           |      | Züchter: Zeta Seeds, S.L. | j, o                            |
| Elcy                                             |      | | j                               |
| Eldiez                                           |      | Züchter: Seminis Veget.Seeds Inc | j, o                            |
| Eldiez Ps                                        |      | Züchter: Seminis Veget.Seeds Inc | j                               |
| Eldora                                           |      | Züchter: Hazera Genetics | j, o                            |
| Eldorada                                         |      | | c                               |
| Eldorada Rosa                                    |      | | c                               |
| Elduomo                                          |      | Züchter: Syngenta Participations Ag | j                               |
| Eleanor                                          |      | | c, d                            |
| Electo                                           |      | Züchter: Isi Sementi Spa | j                               |
| Electra                                          |      | Züchter: Hazera Genetics Ltd. | j, o                            |
| Elegance (oder: Elegans)                         |      | | c, g, h, j                      |
| Elegance Lady                                    |      | | j                               |
| Elegant 153                                      |      | | j                               |
| Elegi                                            |      | | j                               |
| Elegro                                           |      | | j, o                            |
| Elegy                                            |      | | j                               |
| Elejido                                          |      | | j, o                            |
| Elektra                                          |      | | j                               |
| Elena                                            |      | | j, o                            |
| Elena Groot                                      |      | Züchter: Syngenta Seeds B.V. | j                               |
| Elena Prima                                      |      | Züchter: Jivko Danailov | j                               |
| Elenita                                          |      | | j                               |
| Elenora                                          |      | | j                               |
| Elescarlata                                      |      | Züchter: Yuksel Seeds Ltd. | j                               |
| Eletta                                           |      | | j                               |
| Elettro                                          |      | | j                               |
| Elf                                              |      | Züchter: W. Legutko Przedsiebiorstwo Hodowlano-Nasienne Sp. Z O.O. | j                               |
| Elfenbein Ei                                     |      | | m                               |
| Elfie                                            |      | | c, d, e, g, h                   |
| Elfie Orange                                     |      | | e                               |
| Elfin                                            |      | | c, d, e, f, g, h                |
| Elfriede                                         |      | | f                               |
| Elgon                                            |      | | j                               |
| Elgum's Red Cherry                               |      | | c, d                            |
| Elham                                            |      | Züchter: Syngenta Seeds B.V. | j, o                            |
| Eli                                              |      | | c, d                            |
| Elibol                                           |      | | j                               |
| Elim                                             |      | | g, h                            |
| Elin                                             |      | Züchter: W. Weibull Ab | j, o                            |
| Elina                                            |      | Züchter: Bistra Atanasova, Hristo Georgiev | c, j                            |
| Eliniore                                         |      | Züchter: Svalof Weibull Ab | j, o                            |
| Elinora                                          |      | Züchter: Degreef Paul | j                               |
| Elios                                            |      | Züchter: Petoseed Co. Inc. | j, o                            |
| Elips                                            |      | | j                               |
| Elisa                                            |      | Züchter: Intersemillas | j, o                            |
| Elisabeta                                        |      | Züchter: Agrosel S.R.L. | j                               |
| Elisabeths Kleine Orange                         |      | | n                               |
| Elise                                            |      | | n                               |
| Eliseevskij                                      |      | Züchter: Sedyakov Mihail Valeriyanovich, Larina Galina Nikolaevna, Kovaleva Nadezhda Vladimirovna | j                               |
| Elisej                                           |      | Züchter: Nastenko Nataliya Viktorovna, Kachajnik Vladimir Georgievich, Kandoba Aleksej Viktorovich | j                               |
| Eliseo                                           |      | Züchter: Clause - Tezier (Fr) | j, o                            |
| Elisheba                                         |      | Züchter: A.R.O. The Volcani Center | j, o                            |
| Elisir                                           |      | Züchter: Olter Srl | j                               |
| Elisur F1                                        |      | Hybride Sorte | c                               |
| Elit                                             |      | | j                               |
| Elitca                                           |      | Züchter: Y. Stancheva, L. Krasteva, L. Stamova, V. Rodeva | j                               |
| Elite                                            |      | Züchter: Nunhems B.V. | j                               |
| Elizabeth                                        |      | | c, d                            |
| Elizabeth Crook's                                |      | | c, d                            |
| Elizabeth Stefancsik                             |      | | d                               |
| Elizaveta                                        |      | Züchter: Lukiyanenko Anatolij Nikitovich, Dubinin Sergej Vladimirovich, Dubinina Irina Nikolaevna | j                               |
| Elk-Freiland                                     |      | | n                               |
| Elka                                             |      | | j                               |
| Elko                                             |      | Züchter: Clause Semences Sa (Fr) | j                               |
| Elko F1                                          |      | | j, o                            |
| Ella's Pink Plum                                 |      | | c, d                            |
| Ella's Plum                                      |      | | f                               |
| Ellen                                            |      | | j                               |
| Ellery                                           |      | | j                               |
| Elley                                            |      | | c, d                            |
| Elliot                                           |      | | j                               |
| Ellis                                            |      | Züchter: Pioneer Hi-Bred Italia Servizi Agronomici Srl | j                               |
| Ellis Island                                     |      | | c, d                            |
| Elmas (oder: A 1302)                             |      | | j                               |
| Elmer's Old German                               |      | | c, d                            |
| Elmyura                                          |      | Züchter: Yuksel Seeds Ltd. | j                               |
| Elna                                             |      | Züchter: W. Weibull Ab | j                               |
| Eloise                                           |      | | j                               |
| Elongata                                         |      | | g, h                            |
| Elpida                                           |      | | j                               |
| Elrey                                            |      | Züchter: Rijk Zwaan Zaadteelt En Zaadhandel B.V. | j                               |
| Elrosety                                         |      | Züchter: Erma Zaden Export | j, o                            |
| Elroy                                            |      | | c, e                            |
| Elsa                                             |      | | c, d, e, g, h                   |
| Elsässer Riesentomate                            |      | | c                               |
| Elsaßland                                        |      | | g, h                            |
| Else                                             |      | | j                               |
| Elseate                                          |      | | c                               |
| Elsem                                            |      | Züchter: Golden West Seed Research Co. | j                               |
| Elstar                                           |      | Züchter: Enza Zaden B.V. | j, o                            |
| Eluta                                            |      | | g, h                            |
| Elvina                                           |      | Züchter: Hazera Genetics | j, o                            |
| Elvira                                           |      | Züchter: Grati, Maria, Md, Mihnea, Nadejda, Md, Grati, Vasile, Md, Jacota, Anatol, Md | j, o                            |
| Elvirado                                         |      | Züchter: Gautier Semences Sas (Fr) | j, o                            |
| Elviro                                           |      | | j                               |
| Elvis                                            |      | Züchter: Pioneer Hi-Bred Italia Servizi Agronomici Srl | j                               |
| Elxis                                            |      | Züchter: Geoponiko Spiti Aebe | j                               |
| Elyria                                           |      | Züchter: Hebrew Uni/Hazera | j, o                            |
| Elysee                                           |      | | j                               |
| Em-Champion (oder: Em Chempion)                  |      | Züchter: Dederko Vladimir Nikolaevich, Yabrov Aleksandr Alekseevich, Postnikova Olga Valentinovna | c, d, j                         |
| Ema                                              |      | Züchter: Laboratoire De Recherche A.S.L. (Fr) | j                               |
| Ema De Buzau                                     |      | | j                               |
| Emantro                                          |      | Züchter: Syngenta Participations Ag | j, o                            |
| Emanuelle                                        |      | Züchter: Hazera Genetics Ltd. | j, o                            |
| Emel Mt 5799                                     |      | | j                               |
| Emenike                                          |      | Züchter: Syngenta Crop Protection Ag | j, o                            |
| Emerald                                          |      | | d, j                            |
| Emerald Apple                                    |      | | d                               |
| Emerald Evergreen                                |      | Züchter: Domaine Public (Fr) | c, d, j                         |
| Emerald Pear (oder: Izumrudnaya Grusha)          |      | | e                               |
| Emeraude                                         |      | | c, d, e, m                      |
| Emerita                                          |      | Züchter: Intersemillas | j, o                            |
| Emerson                                          |      | | j                               |
| Emil                                             |      | | j                               |
| Emilia                                           |      | Züchter: Clause Semences Sa (Fr) | j                               |
| Emiliano                                         |      | Züchter: Hebrew Uni/Hazera | j, o                            |
| Emiliapon                                        |      | | j                               |
| Emilio                                           |      | Züchter: Clause Semences Sa (Fr) | j                               |
| Emilon                                           |      | | j                               |
| Emily                                            |      | Züchter: Hazera Quality Seeds Ltd | j, o                            |
| Eminance                                         |      | | j                               |
| Eminento                                         |      | | j                               |
| Emino                                            |      | | j                               |
| Emir                                             |      | Züchter: Ooo Agrofirma Sedek, 113556, G.Moskva, Ul.Fruktovaia, D.1, Str.A, Russia. Gavrish Sergej Fedorovich, Dubinin Sergej Vladimirovich | j, o                            |
| Emma                                             |      | | c, d                            |
| Emma Pink                                        |      | | c, d                            |
| Emmerande                                        |      | | n                               |
| Emmet                                            |      | Züchter: Semillas Almeria I+D, S.L. | j, o                            |
| Emmy                                             |      | | c, d                            |
| Emocion                                          |      | Züchter: Hazera Genetics | j                               |
| Emortua                                          |      | | g, h                            |
| Emotion                                          |      | Züchter: Syngenta Seeds B. V. | j, o                            |
| Emoushn                                          |      | Züchter: Syngenta Seeds B.V., Westeinde 62 1600 Aa Enkhuizen, Netherlands | j, o                            |
| Emperador                                        |      | Züchter: Rijk Zwaan Zaadteelt En Zaadhandel B.V. | j, o                            |
| Emperor                                          |      | Züchter: Petoseed Co.Inc. | j                               |
| Empire                                           |      | Züchter: Petoseed Co.Inc. | j, o                            |
| Empress                                          |      | | j                               |
| Emrero                                           |      | Züchter: Bontems Silvian | j                               |
| Emy                                              |      | Züchter: Hort Seed Mediterrani S.L. | j                               |
| Emys                                             |      | Züchter: Hort Seed Mediterrani S.L. | j                               |
| Enate                                            |      | Züchter: Semillas Fito, S.A. | j, o                            |
| Encanto                                          |      | Züchter: Hazera Genetics | j, o                            |
| Enchantment                                      |      | | c, d                            |
| Encina                                           |      | Züchter: Hm Clause Inc (Us) | j                               |
| Encomienda                                       |      | | j                               |
| Encore                                           |      | | j                               |
| Enda                                             |      | | j                               |
| Endam                                            |      | | j                               |
| Endeavour                                        |      | Züchter: Rijk Zwaan Zaadteelt En Zaadhandel B.V. | j, o                            |
| Endurance                                        |      | | j, o                            |
| Endurer                                          |      | | j                               |
| Enduro                                           |      | Züchter: Ferry Morse Seed Co.(Usa) (Us) | j, o                            |
| Eneko                                            |      | Züchter: Syngenta Seeds B.V. | j                               |
| Energo                                           |      | Züchter: Ooo Npf Agrosemtoms 610002, G.Kirov, Ul.Lenina, D. 101, Russia | j, o                            |
| Energy                                           |      | Züchter: Isi Sementi Spa | j                               |
| Enforcer                                         |      | Züchter: Nunhems B.V. | j                               |
| Engelstomate                                     |      | | n                               |
| England Orange                                   |      | | b                               |
| English Grown                                    |      | | g, h                            |
| English Rose                                     |      | | c, d, e                         |
| Enhancer                                         |      | Züchter: Nunhems B.V. | j, o                            |
| Enita                                            |      | | j                               |
| Enjoy                                            |      | Züchter: Syngenta Seeds B.V. | j                               |
| Enola                                            |      | | c                               |
| Enora                                            |      | Züchter: Hazera Genetics | j                               |
| Enormous Plum                                    |      | | c, d                            |
| Enpower                                          |      | Züchter: Nunhems B.V. | j, o                            |
| Enrico                                           |      | Züchter: Daehnfeldt Hayetr O A/S (Dk) | j, o                            |
| Enrika                                           |      | | j                               |
| Ensalada Canario                                 |      | | c                               |
| Ensalada La Palma                                |      | | c, d                            |
| Ensaladera De Estafania                          |      | | n                               |
| Ensaladera Estefania                             |      | | c                               |
| Ensemble                                         |      | Züchter: Hazera Genetics | j, o                            |
| Entenküken                                       |      | | c                               |
| Enterprise (oder: Enterprize)                    |      | Züchter: Nunhems B.V. | c, d, j, o                      |
| Enterpriser                                      |      | | g, h                            |
| Entire/2                                         |      | | g, h                            |
| Enyanya                                          |      | | c, g, h                         |
| Enygma                                           |      | Züchter: Seminis Vegetable Seeds Inc. | j, o                            |
| Enz 10                                           |      | | j                               |
| Enzo                                             |      | Züchter: Blumen Group S.P.A | j                               |
| Eolo                                             |      | Züchter: Hort Seed Mediterrani S.L. | j                               |
| Epico                                            |      | Züchter: Isi Sementi Spa | j                               |
| Epigram                                          |      | Züchter: Nunhems B.V. | j, o                            |
| Epigrama                                         |      | Züchter: Degreef Paul | j, o                            |
| Epoch                                            |      | | c, d                            |
| Epona                                            |      | | j                               |
| Epopeya                                          |      | Züchter: Intersemillas | j, o                            |
| Eposo                                            |      | | j                               |
| Epsilon                                          |      | | j                               |
| Epsilon Delta                                    |      | | c                               |
| Epsteins's Big Zac                               |      | | f                               |
| Epundo                                           |      | Züchter: Syngenta Participations Ag | j                               |
| Equator                                          |      | | j, o                            |
| Equator F1                                       |      | | j                               |
| Equivalent                                       |      | Züchter: Degreef Paul | j, o                            |
| Eracle                                           |      | Züchter: Hort Seed Mediterrani S.L. | j                               |
| Eramosa                                          |      | | g, h                            |
| Erani                                            |      | | j, o                            |
| Erasmo                                           |      | | j                               |
| Erato                                            |      | Züchter: Novartis Seeds B.V. | j, o                            |
| Ercole                                           |      | | j                               |
| Ercolino                                         |      | | j, o                            |
| Ercomex                                          |      | Züchter: Syngenta Seeds B.V. | j                               |
| Erdbeere (oder: Fresa)                           |      | | n                               |
| Erdem                                            |      | | j                               |
| Erdi                                             |      | | j                               |
| Erdie Family Oxheart                             |      | | c, d                            |
| Erdo                                             |      | | j                               |
| Erecta                                           |      | | g, h                            |
| Erema                                            |      | Züchter: Borisov Aleksandr Vladimirovich, Nalizhityj Vladimir Maksimovich, Skachko Vladislav Aleksandrovich, Zhemchugov Dmitrij Vyacheslavovich | j                               |
| Eremej                                           |      | Züchter: Tarasov Yurij Dmitrievich | j                               |
| Erevani                                          |      | | c, d                            |
| Erevani 14                                       |      | | g, h                            |
| Erica                                            |      | Züchter: W. Weibull Ab | j, o                            |
| Erica D'Australie                                |      | | c, d                            |
| Eridano                                          |      | | j                               |
| Erifiz                                           |      | Züchter: Rijk Zwaan Zaadteelt En Zaadhandel Bv (Nl) | j                               |
| Erika D'Australie                                |      | Züchter: Domaine Public (Fr) | j                               |
| Érino                                            |      | Züchter: Lamboseeds S.R.L. | j                               |
| Eris                                             |      | | j                               |
| Erito 724-85                                     |      | Züchter: C.R.A. - Centro Di Ricerca Per L'Orticoltura (Pontecagnano, Sa) | j                               |
| Erix                                             |      | | j                               |
| Erk                                              |      | Züchter: Valve Jaagus 85%, Maia Raudseping 10%, Kaljo Kask 5% | c, j, o                         |
| Erlidor                                          |      | | j                               |
| Erlistar                                         |      | Züchter: Les Graines Caillard Sa (Fr) | j                               |
| Ermak                                            |      | | c, d, g, h, j                   |
| Ermanno                                          |      | | n                               |
| Erminia                                          |      | | j                               |
| Ernesto                                          |      | Züchter: Hebrew Uni/Hazera | c, j, o                         |
| Ernie's Plump                                    |      | | c, d                            |
| Ernie's Pointed                                  |      | | c, d                            |
| Ernie's Round                                    |      | | c, d                            |
| Erntedank                                        |      | | n                               |
| Ernteglück                                       |      | | c, d, f, n                      |
| Erntesegen                                       |      | | g, h                            |
| Eroe                                             |      | | j                               |
| Erofeich                                         |      | Züchter: Myazina Lyubov' Anatolievna | j                               |
| Erophily                                         |      | Züchter: Monsanto Holland B.V. | j                               |
| Eros                                             |      | Züchter: Geoponiko Spiti Aebe | c, d, g, h, j                   |
| Erotica                                          |      | | c, d                            |
| Erste Ernte                                      |      | | c, g, h                         |
| Erva                                             |      | | j                               |
| Es 24 F                                          |      | | j                               |
| Es 24 Heinz                                      |      | | g, h                            |
| Es 32 00                                         |      | | j                               |
| Es 35 03                                         |      | | j                               |
| Es 58                                            |      | | j                               |
| Es 58 2889 F                                     |      | | j                               |
| Es 58 Fr                                         |      | | j, o                            |
| Es 58 Heinz                                      |      | | g, h                            |
| Esamech                                          |      | Züchter: Esasem Spa | j                               |
| Esas                                             |      | Züchter: Aughenbaugh; Ernest S. | j, o                            |
| Esatto                                           |      | Züchter: Clause - Tezier (Fr) | j                               |
| Escada                                           |      | Züchter: Tezier Sa (Fr) | j                               |
| Escarlata                                        |      | Züchter: Yuksel Seeds Ltd. | j                               |
| Escopeta                                         |      | | j                               |
| Escudero                                         |      | Züchter: Clause - Tezier (Fr) | j                               |
| Escudo                                           |      | Züchter: Clause - Tezier (Fr) | j                               |
| Esedra                                           |      | Züchter: S.A.I.S. Societá Agricola Italiana Sementi | j                               |
| Eselsohren                                       |      | | f                               |
| Eselstomate                                      |      | | c, n                            |
| Eseniya                                          |      | Züchter: Tarasov Yurij Dmitrievich | j                               |
| Esfera                                           |      | Züchter: Nunhems Bv | j                               |
| Eshkol                                           |      | Züchter: Monsanto Vegetable Ip Management B.V. | j                               |
| Esikos Botermo                                   |      | | k                               |
| Esin                                             |      | | j                               |
| Eskandar                                         |      | | j                               |
| Eskort                                           |      | Züchter: Semo S.R.O. | j                               |
| Esla                                             |      | | j                               |
| Esla Vfn F1                                      |      | | g, h                            |
| Esmeralda                                        |      | Züchter: Clause Semences Sa (Fr) | j                               |
| Esmira                                           |      | Züchter: Rijk Zwaan Zaadteelt En Zaadhandel B.V. | j, o                            |
| Esmira F1                                        |      | | j                               |
| Espace                                           |      | Züchter: Nunhems B.V. | j, o                            |
| Espada                                           |      | Züchter: Isi Sementi Spa | j                               |
| Espagnol Lefebvre                                |      | | c                               |
| Espalier                                         |      | | g, h                            |
| España                                           |      | | c                               |
| Espas                                            |      | | c, d                            |
| Espear                                           |      | Züchter: E.E. Smith | j, o                            |
| Espear Red                                       |      | Züchter: E.E. Smith | j                               |
| Especial                                         |      | Züchter: Cabildo Insular Fuerteventura | j                               |
| Especial De Fuerteventura                        |      | Züchter: Cabildo Insular Fuerteventura | j                               |
| Especial Para Salada                             |      | | c                               |
| Espee                                            |      | | j                               |
| Esperanza                                        |      | | j                               |
| Espero                                           |      | | j                               |
| Espino                                           |      | | j                               |
| Esponza                                          |      | | j                               |
| Espressi                                         |      | | j                               |
| Esprinty                                         |      | Züchter: Yuksel Tohum | j, o                            |
| Esprit                                           |      | Züchter: Ergon International N.V. | j                               |
| Espyga                                           |      | Züchter: Clause - Tezier (Fr) | j                               |
| Esra                                             |      | | j                               |
| Essential                                        |      | Züchter: Nunhems B.V. | j, o                            |
| Essex Wonder                                     |      | | c, g, h, j                      |
| Estafette                                        |      | | j                               |
| Estamino                                         |      | Züchter: Enza Zaden Beheer B.V. | j, o                            |
| Estaro                                           |      | Züchter: Enza Zaden Beheer B.V. | j                               |
| Estate                                           |      | | j                               |
| Estatio                                          |      | Züchter: Syngenta Seeds B.V. | j                               |
| Estefania                                        |      | Züchter: Seminis Veget.Seeds Inc | j                               |
| Estela                                           |      | Züchter: Western Seed España, S.A. | j, o                            |
| Estelle                                          |      | Züchter: Hazera Genetics | j, o                            |
| Estep Red                                        |      | | c, d                            |
| Ester                                            |      | Züchter: Piana Salvatore | j                               |
| Esterina                                         |      | Züchter: Rijk Zwaan Zaadteelt En Zaadhandel Bv (Nl) | j                               |
| Esteroja                                         |      | Züchter: Multi Tohum San. Tic. A.S. | j                               |
| Esther                                           |      | Züchter: A.R.O. The Volcani Center | j                               |
| Esti                                             |      | | c                               |
| Estima Acn 170                                   |      | | j                               |
| Estiva                                           |      | Züchter: Gautier Semences S.A.S. | j                               |
| Estler's Mortgage Lifter                         |      | | c, d                            |
| Estola                                           |      | | j                               |
| Estonian                                         |      | | c, d                            |
| Estoril                                          |      | Züchter: Seminis Veget.Seeds Inc | j, o                            |
| Estragon                                         |      | | j                               |
| Estrella                                         |      | | j                               |
| Estrelle                                         |      | | c, d, e, g, h                   |
| Estremadura Ty                                   |      | Züchter: Eugen Seed S.R.L. | j                               |
| Estremo                                          |      | Züchter: Olter Srl | j                               |
| Esty                                             |      | | j, o                            |
| Esvanto                                          |      | | j, o                            |
| Etalee                                           |      | | j                               |
| Etenia                                           |      | Züchter: De Ruiter Seeds Nl B.V. | j                               |
| Eterna                                           |      | Züchter: Hebrew University | j, o                            |
| Eternity                                         |      | Züchter: Syngenta Seeds Bv (Nl) | j                               |
| Ethel Watkins Best                               |      | | c, d                            |
| Ethiopia                                         |      | | c, d                            |
| Ethiopia Roi Humbort                             |      | | k                               |
| Ethiopian                                        |      | | e, g, h                         |
| Etna                                             |      | Züchter: Clause Semences Sa (Fr). Dubinin Sergej Vladimirovich, Kirillov Mihail Ivanovich | j                               |
| Etna Rn                                          |      | | j                               |
| Etnico                                           |      | Züchter: Isi Sementi Spa | j                               |
| Etnix                                            |      | | j, o                            |
| Eto                                              |      | | j                               |
| Etoile                                           |      | | c, d                            |
| Etoile Blanche D‘Anvers                          |      | | c, d                            |
| Etrusco                                          |      | Züchter: Isi Sementi Spa | j                               |
| Ettore                                           |      | Züchter: Lamboseeds S.R.L. | j                               |
| Etude                                            |      | | j                               |
| Eu 6                                             |      | Züchter: Produkcja I Hodowla Roslin Ogrodniczych Krzeszowice Sp. Z O.O. | j                               |
| Eucross                                          |      | | g, h                            |
| Eufemo 393-81                                    |      | Züchter: C.R.A. - Centro Di Ricerca Per L'Orticoltura (Pontecagnano, Sa) | j                               |
| Euforia                                          |      | | j                               |
| Eufrates                                         |      | Züchter: Syngenta Seeds B.V. | j, o                            |
| Eugaritte                                        |      | | j                               |
| Eugenia                                          |      | Züchter: Luis Ortega | j, o                            |
| Euler                                            |      | Züchter: Intersemillas | j                               |
| Euphoria                                         |      | | j                               |
| Eurasia                                          |      | | j                               |
| Eureka                                           |      | Züchter: Clause - Tezier (Fr) | c, g, h, j                      |
| Euridice                                         |      | | j                               |
| Euro Red                                         |      | | j                               |
| Eurobrid                                         |      | | j, o                            |
| Eurocross                                        |      | | j, o                            |
| Eurocross A                                      |      | | j, o                            |
| Eurocross B                                      |      | | j                               |
| Eurocross Bb                                     |      | | o                               |
| Euromaker                                        |      | Züchter: Western Seed España, S.A. | j, o                            |
| Euromech                                         |      | | j                               |
| Europeel                                         |      | Züchter: Petoseed Co.Inc. | j                               |
| Euroser                                          |      | | j                               |
| Euroset                                          |      | | j                               |
| Eurostar                                         |      | | j                               |
| Eurovite                                         |      | | j                               |
| Euterpe                                          |      | | j                               |
| Eva                                              |      | Züchter: Blumen Group S.P.A | j                               |
| Eva Pancheva                                     |      | Züchter: Panchev Yurij Ivanovich, Panchev Yurij Yurievich | j                               |
| Eva Ruffled                                      |      | | c, d                            |
| Eva's Amish Stripe                               |      | | c, d                            |
| Eva's Purple Ball                                |      | | c, d, e, g, h                   |
| Evaline                                          |      | | j                               |
| Evaluna                                          |      | | j                               |
| Evan's Purple Pear                               |      | | c, d, e, f, g, h                |
| Evana                                            |      | Züchter: Blumen Group S.P.A | j                               |
| Evaristo                                         |      | | j, o                            |
| Evelina                                          |      | | j                               |
| Evelle                                           |      | Züchter: Maia Raudseping 20%, Ingrid Bender 80% Jõgeva Plant Breeding Institute | j, o                            |
| Event                                            |      | | j                               |
| Ever                                             |      | Züchter: Asgrow Seed Company (Us)/Bruinsma (Nl) | j                               |
| Everafter                                        |      | | j                               |
| Everest                                          |      | Züchter: Nunza Bv (Nl) | j, o                            |
| Everett's Rusty Oxheart                          |      | | c, d, e, f                      |
| Evergreen                                        |      | Züchter: Domaine Public (Fr) | c, d, f, g, h, j, m             |
| Evergreen Lemon                                  |      | | c                               |
| Everin Day                                       |      | | k                               |
| Everlasting Hirsutum Cross                       |      | | d                               |
| Everset                                          |      | | j                               |
| Everton                                          |      | Züchter: Isi Sementi Spa | j                               |
| Evgeniya                                         |      | Züchter: Kondratieva Irina Yurievna, Kandoba Elena Evgenievna | j                               |
| Evi                                              |      | | j                               |
| Evian                                            |      | | j                               |
| Evindo                                           |      | Züchter: Syngenta Crop Protection Ag | j, o                            |
| Evita                                            |      | Züchter: Nirit Seeds Ltd (Il) | c, j                            |
| Evita Herztomate F1                              |      | | f                               |
| Evoliushn                                        |      | Züchter: Syngenta Seeds B.V., Westeinde 62 1600 Aa Enkhuizen, Netherlands | j, o                            |
| Evolution                                        |      | Züchter: Syngenta Seeds, Nl | j                               |
| Evpator                                          |      | Züchter: Gavrish Sergej Fedorovich, Morev Viktor Vasilievich, Amcheslavskaya Elena Valentinovna, Volok Olga Anatolievna | j, o                            |
| Evraziya                                         |      | Züchter: Ignatova Svetlana Ilyinichna, Gorshkova Nina Sergeevna | j                               |
| Evrim                                            |      | | j                               |
| Evro                                             |      | Züchter: Respublikanskoe Nauchno Proizvodstvennoe Dochernee, Unitarnoe Predpriiatie Institut Ovoshchevodstva, 220028, G.Minsk, Ul.Maiakovskogo, 127A, Belarus | j, o                            |
| Ewa                                              |      | | c, d                            |
| Ex Prisma                                        |      | | j                               |
| Exane                                            |      | Züchter: Enza Zaden Beheer B.V. | j                               |
| Excalibur                                        |      | Züchter: Vilmorin Sa (Fr) | j                               |
| Excalibur Nty                                    |      | | j                               |
| Excedens                                         |      | | g, h                            |
| Excelencia                                       |      | | j                               |
| Excell                                           |      | | j                               |
| Excelsior                                        |      | | j                               |
| Exclusiv                                         |      | | j, o                            |
| Exesia                                           |      | Züchter: Multi Tohum San. Tic. A.S. | j                               |
| Exgros                                           |      | | j, o                            |
| Exhibition (oder: Stonor)                        |      | Züchter: Asmer Seeds Ltd | g, h, j, o                      |
| Exilis                                           |      | | g, h                            |
| Exist                                            |      | | j, o                            |
| Exota                                            |      | | j                               |
| Exotic Cherry                                    |      | | c, d                            |
| Exotic Fruit                                     |      | | c, d                            |
| Exotico                                          |      | Züchter: Nunhems B.V. | j, o                            |
| Experience                                       |      | | j                               |
| Explorer                                         |      | Züchter: Isi Sementi Spa | j                               |
| Explosion                                        |      | | c, d, e                         |
| Expo                                             |      | | j                               |
| Export                                           |      | | j                               |
| Export Danois                                    |      | | g, h                            |
| Expresni                                         |      | Züchter: Superior, Velika Plana | j                               |
| Express                                          |      | | c, e, g, h, j                   |
| Express Bzp                                      |      | Züchter: Bejo Zaden Poland Sp. Z O.O. | j                               |
| Expresso                                         |      | | j, o                            |
| Exquisa                                          |      | | j                               |
| Exquise                                          |      | | j, o                            |
| Extase                                           |      | | j, o                            |
| Extavite                                         |      | | j, o                            |
| Extension                                        |      | Züchter: Nunhems B.V. | j, o                            |
| Extenuata                                        |      | | g, h                            |
| Extra                                            |      | | j                               |
| Extra Early                                      |      | | c, m                            |
| Extra Early Dwarf                                |      | |                                 |
| Extra Eros Zlatovlaska                           |      | | c, d                            |
| Extra Öhrli                                      |      | Züchter: Dreschflegel e.V. | j                               |
| Extradurmande                                    |      | | j                               |
| Extravagante Rouffiage                           |      | | c                               |
| Extrem                                           |      | | j                               |
| Extreme Bush                                     |      | | c, d                            |
| Extreme Dwarf 2 D/X 2                            |      | | g, h                            |
| Extreme Dwarf Bush                               |      | | c                               |
| Extreme Dwarf Bush, German                       |      | | d                               |
| Extreme North                                    |      | | c, d                            |
| Exxentric                                        |      | | j                               |
| Exxposure                                        |      | | j                               |
| Exxtasy                                          |      | Züchter: Seminis Vegetable Seeds Inc. | a, f, j                         |
| Eye                                              |      | | c, d                            |
| Eylül                                            |      | | j                               |
| Eynat                                            |      | | j, o                            |
| Ez Almanda                                       |      | Züchter: Shlomi Elyakim (Il) | j                               |
| Ez Dita                                          |      | Züchter: Shlomi Elyakim (Il) | j                               |
| Ez Fiby                                          |      | Züchter: Shlomi Elyakim (Il) | j                               |
| Ez Leah                                          |      | Züchter: Shlomi Elyakim (Il) | j                               |
| Ez Noam                                          |      | Züchter: Shlomi Elyakim (Il) | j                               |
| Ez Pere                                          |      | Züchter: Shlomi Elyakim (Il) | j                               |
| Ez Rashel                                        |      | Züchter: Shlomi Elyakim (Il) | j                               |
| Ezel                                             |      | | j                               |
| Ezgi                                             |      | | j                               |